# Марківецький дуб
Марківе́цький дуб — ботанічна пам'ятка природи місцевого значення в Україні. Розташоване в межах Бобровицького району Чернігівської області, на захід від села Марківці. 
Площа 0,01 га. Статус присвоєно згідно з рішенням Чернігівського облвиконкому від 27.04.1964 року № 236; від 10.06.1972 року № 303; від 27.12.1984 року № 454; від 28.08.1989 року № 164. Перебуває у віданні ДП «Ніжинське лісове господарство» (Коляжинське л-во, кв.  84). 
Статус присвоєно для збереження одного екземпляра вікового дуба віком понад 300 р., діаметр стовбура – 2 м, висота – 40 м.